# Jonathan Williams (cestista)
Jonathan Edward Williams (Farmington, 25 febbraio 1995) è un cestista statunitense.